# 郑观应故居
郑观应故居，位于中国广东省中山市三乡镇雍陌村，建于清光绪二十九年（1903年），原为郑观应为其父郑启华而建。郑观应，为中山人，为近代民族工商业家。2008年11月，列入广东省文物保护单位。